# Rottach (Iller, Kempten)
Die Rottach ist ein auf ihrem längsten Fließstrang etwa 14 km langer, orografisch linker Nebenfluss der Iller. Nach dem Zusammenfluss ihrer Oberläufe bei Ahegg ist der Einschnitt der Rottach anfangs eine Grenze zwischen der kreisfreien Stadt Kempten (Allgäu) und dem Markt Buchenberg im Landkreis Oberallgäu. Rottach und Leubas sind mit der Iller die wichtigsten Fließgewässer in Kempten. Weiter flussaufwärts an der Iller gibt es einen weiteren, rechten Zufluss ebenfalls mit dem Namen Rottach.

## Geographie

### Verlauf

#### Kleine Rottach und Große Rottach
Die Rottach entsteht aus zwei Zuflüssen, beide haben ihren Ursprung östlich der Adelegg im Iller-Jungmoränenland.
Die Kleine Rottach hat eine Länge von etwa 4 km und entspringt auf einer nördlich vom Weiler Orthalden gelegenen Wiese. Der Bach verläuft zunächst entlang der Gemeindegrenze zwischen Buchenberg und Wiggensbach, folgt damit der Staatsstraße 2376, bis sie den Abfluss des Herrenwieser Weihers aufnimmt. Kurz darauf fließt der Bach in Ahegg mit der Großen Rottach von links zusammen.
Die Große Rottach entsteht am Westrand von Buchenberg aus einem sehr langen Oberlauf von Westen her, der zwischen den Buchenberger Weiler Eschach vor der Einöde im Norden und Steckenried im Süden auf etwa 963 m ü. NHN entspringt und zuletzt, von der Trasse der ehemaligen Bahnstrecke Kempten–Isny begleitet, den Gabertobel durchfließt, und einem sehr kurzen südlichen Oberlauf. Der vereinte Bachlauf fließt zunächst nordwärts zwischen einem neueren Siedlungsteil Buchenbergs und dem alten Dorfteil gegenüber hindurch und tieft sich dabei in einen Waldtobel ein, von dem der rechte Hang nach dem Ort als Hölzlers Tobel unter Naturschutz steht. Nach diesem wendet sich die Schlucht in einer Rechtskurve auf Ostlauf, den er beim Buchenberger Dorf Ahegg erreicht hat. Dort fließt er dann mit der Kleinen Rottach zur Rottach zusammen, die anfangs östlich weiterläuft.

#### Rottach

Das „Mineral-Schwefelbad Rottach bei Kempten i. Allgäu“, Eugen Felle

Ab Ahegg ist die Rottach zunächst Grenzfluss zwischen dem Landkreis Oberallgäu und der kreisfreien Stadt Kempten. Nachdem die Staatsstraße 2376 sie überquert und sie die Rottachmühle passiert hat, knickt sie ungefähr an der Rottachbrücke der ehemaligen Bahnstrecke am Rande des Kemptener Stadtteils Rothkreuz (Kempten) nach Nordosten ab. Die Rottach fließt nun durch einen wieder tiefen Einschnitt am Stiftallmey vorbei und wird durch das 1677 errichtete Hehlenwehr aufgestaut. An der darauffolgenden engen Rottachschleife befand sich das frühere Sonnenbad. Weiter flussabwärts fließt von links der Kalbsangsttobelbach/Thingerstobelbach, schon etwa 100 Meter weiter der Göhlenbach von rechts in die Rottach ein. 500 Meter weiter läuft sie unter der Textilbetonbrücke hindurch. Wenig abwärts der Nordbrücke des Mittleren Rings mündet die Rottach in die Iller.

## Bauwerke

### Hehlenwehr
Das Hehlenwehr im Bereich des Pulvermühlwegs in Kempten diente ursprünglich der Ableitung von Gebrauchswasser in Stifts- und Reichsstadt, beispielsweise zum Antrieb von Schlagwerken und Mühlen. Einen ersten Planentwurf für das Wehr gab es 1613. 1677 wurde unter Fürstabt Bernhard Gustav von Baden-Durlach das Wehr in Holzbauweise fertiggestellt. Bereits um 1803 wies das Wehr starke Beschädigungen vor, der Tunnel östlich des Wehrs stürzte zunehmend ein. Gegen 1809 wurde deswegen das städtische Kanalsystem nicht mehr mit Rottachwasser versorgt. In der Folge blieb von dem umfangreichen Kanalsystem wenig erhalten. Neue Technologien verdrängten die Wasserkraft vermehrt, so gab es kein Interesse das Kanalsystem zu erhalten. Einzelne Personen beschwerten sich im August 1811 wegen des Mangels an Wasserkraft. Im Jahr 1815 wurde das Wehr aus Stein erneuert und 2003 vom Wasserwirtschaftsamt nach Originalplänen erneuert.

### Sonnenbad und Mineralbad
In der Rottachschleife gab es ab 1927 das Sonnenbad, worauf die Straße „Beim Sonnenbad“ hinweist. Bei einem weiteren Bad, dem Rottachbad, handelte sich um ein Mineralbad, welches 1854 erbaut worden war und bis 1930 bestand. Die dazugehörige Gaststätte Bad Rottach gab es noch bis zum Abbruch des Bauwerks im Jahr 1974.